# Carsten Hvistendahl
Jean Olof Carsten Hvistendahl, född 21 februari 1901 i Göteborg, död 13 november 1972 i Göteborg, var en svensk målare, verksam i Göteborg och i Bohuslän.

## Biografi
Carsten Hvistendahl var son till grosshandlaren och norske konsuln Jean Olof Erikson och hans norskfödda hustru, konstnären Signe Hvistendahl-Erikson. Efter studentexamen på Göteborgs högre samskola studerade han vid Valands målarskola 1920–1921 och 1924–1925 med Tor Bjurström som lärare. Han studerade för Henrik Sørensen i Paris 1921–1922 och 1923–1924 och åter i Holmsbu vid Oslofjorden 1926 och 1928. I Paris studerade han 1922–1923 för Othon Friesz vid Académie Moderne i Pari. Slutligen studerade han vid Wilhelmsons målarskola i Stockholm, 1925 och 1926–1929 vid Konstakademien. Han var från 1942 gift med Kerstin Wessén, dotter till professor Elias Wessén och hans första hustru Borghild, född Bernhoft-Hansen.
Carsten Hvistendahl målade porträtt och figurmotiv men också stora bilder med kust- och fjällandskap i en ljus färgskala. Han räknas som en av göteborgskoloristerna. Många av hans skärgårdsbilder är från Fläskö utanför Fjällbacka i norra Bohuslän, där han kom att köpa en andra bostad. Han har utfört flera väggmålningar och mosaiker i offentliga byggnader och privata kontor. Se vidare nedan.
Carsten Hvistendahl var en flitig utställare, och är representerad på Moderna museet i Stockholm, Göteborgs konstmuseum, Göteborgs stadsmuseum, Göteborgs universitetsbibliotek, Gävle museum, Borås konstmuseum och Uddevalla museum. Han är gravsatt på Östra kyrkogården i Göteborg.

## Offentliga utsmyckningar (urval)
- Studenternas hus, Götabergsgatan 17, Göteborg
- Thordéns rederi, Folkets hus och ålderdomshem i Uddevalla
- Dingleskolan, Dingle, väggmålning
- Sveriges Radios hus, Stockholm, 1961. Två mosaiker
- Bohusgården Hotell. Uddevalla, oljemålning, 1946